# Eriococcus gibbus
Eriococcus gibbus är en insektsart som beskrevs av James Mather Hoy 1959. Eriococcus gibbus ingår i släktet Eriococcus och familjen filtsköldlöss. Inga underarter finns listade i Catalogue of Life.